# Thất đại ca tinh

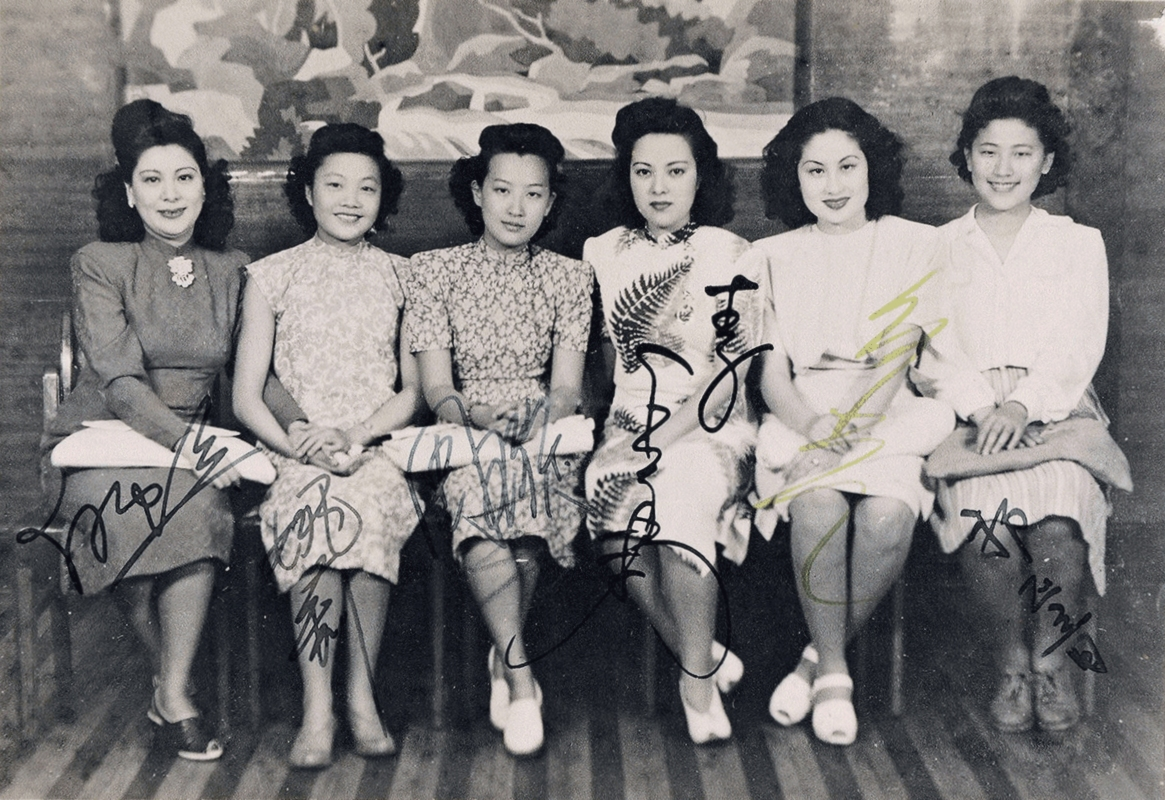
Sáu trong bảy ngôi sao. Trái sang phải: Bạch Hồng, Diêu Lệ, Châu Tuyền, Lý Hương Lan, Bạch Quang, Ngô Oanh Âm. Trong hình thiếu Cung Thu Hà.

Thất đại ca tinh (tiếng Trung: 七大歌星) là biệt danh cho bảy ca sĩ Thượng Hải vang danh suốt thập niên 1930–1940.

## Lịch sử
Họ là những ngôi sao đóng vai trò nổi bật trong việc phát triển điện ảnh và âm nhạc. Họ đã thống trị ngành công nghiệp âm nhạc Trung Quốc trong những năm 1930–1940 ở Thượng Hải, biểu diễn thể loại thời đại khúc. Các ngôi sao xuất hiện trong thập niên 1930 là Châu Tuyền, Cung Thu Hà và Bạch Hồng. Trong những năm 40, xuất hiện thêm Bạch Quang, Diêu Lệ, Lý Hương Lan và Ngô Oanh Âm.
Sau năm 1949, một đợt di cư lớn từ Thượng Hải sang Hồng Kông diễn ra, còn mandopop bị cấm vì bị coi là phản động. Từ thập niên 1950 trở đi, Hồng Kông trở thành trung tâm của ngành công nghiệp giải trí tiếp bước Thượng Hải. Châu Tuyền qua đời năm 1957, Bạch Quang ngừng biểu diễn năm 1959, còn một số thành viên trong nhóm bảy người này vẫn tiếp tục biểu diễn trong nhiều năm sau đó.

## Danh sách
| Nghệ danh    | Biệt danh                | Phổ danh              | Sinh | Mất  | Ca khúc |
| ------------ | ------------------------ | --------------------- | ---- | ---- | --- |
| Bạch Quang   | Đê âm ca hậu 低音歌后    | 白光 Bai Kwong        | 1921 | 1999 | "Waiting For Your Return" (等著你回來) "Hypocrite" (假正經) "Autumn Night" (秋夜) "If I Didn't Have You" (如果沒有你) "Revisiting Old Dreams" (魂縈舊夢)                             |
| Bạch Hồng    | Cầu vồng trắng 白虹      | 白虹 Bai Hung         | 1919 | 1992 | "He Is Like The Spring Wind" (郎是春日风) "Drunkard's Lipstick" (醉人的口紅) |
| Cung Thu Hà  | Đại tỉ 大姐              | 龔秋霞 Kung Chiu Hsia | 1916 | 2004 | "Best Wishes" (祝福) "The Girl by the Autumn Water" (秋水伊人) "Dream Person" (夢中人)                                                                                               |
| Lý Hương Lan | Judy Garland xứ Phù Tang | 李香蘭 Li Hoeng Lan   | 1920 | 2014 | "Candy Selling Song" (賣糖歌) "Fragrance of the Night" (夜來香) "Second Dream" (第二夢) "Ocean Bird" (海燕)                                                                          |
| Ngô Oanh Âm  | Tì âm ca hậu 鼻音歌后    | 吳鶯音 Wu Ing Ing     | 1922 | 2009 | "Heartbreak" (斷腸紅) "The Moon Sends My Love From Afar" (明月千里寄相思) "Spring Returns to the World"(大地回春) "I Have a Love" (我有一段情)                                       |
| Diêu Lệ      | Bạc tảng tử 銀嗓子       | 姚莉 Yao Lee          | 1922 | 2019 | "Rose, Rose, I Love You" (玫瑰玫瑰我愛你) "Meet Again" (重逢) "Congratulations" (恭喜恭喜) "I Can't Have Your Love" (得不到的愛情) "Love for Sale" (賣相思)                          |
| Chu Tuyền    | Kim tảng tử 金嗓子       | 周璇 Chow Hsuan       | 1918 | 1957 | "Thiên nhai ca nữ" (天涯歌女) "Shanghai Nights" (夜上海) "Hà nhật quân tái lai" (何日君再來) "Song of the Four Seasons" (四季歌) "Yellow Leaves Dancing in Autumn Wind" (黃葉舞秋風) |